# Platycerus depressus
Platycerus depressus là một loài bọ cánh cứng trong họ Lucanidae. Loài này được LeConte mô tả khoa học năm 1850.